# Dehtín (przystanek kolejowy)
Dehtín – przystanek kolejowy w Klatovach, w dzielnicy Dehtín, w kraju pilzneńskim, w Czechach. Położony jest na wysokości 390 m n.p.m.
Na przystanku nie ma możliwości zakupu biletu, a obsługa podróżnych odbywa się w pociągu.

## Linie kolejowe
- 183 Plzeň – Klatovy – Železná Ruda-Alžbětín